# Teno (Chile)
Teno ist eine Kommune im Zentrum Chiles. Sie liegt in der Provinz Curicó in der Región del Maule. Sie hat 28.921 Einwohner und liegt ca. 76 Kilometer nördlich von Talca, der Hauptstadt der Region.

## Geschichte
Zunächst war das Gebiet der Gemeinde von den Mapuche bewohnt, ehe im 16. Jahrhundert das Gebiet in Zentralchile von den Spaniern besetzt wurde und dort die chilenische Kolonie gegründet wurde. In Teno wurde zu dieser Zeit Landwirtschaft betrieben. Im 19. Jahrhundert verstärkten sich die Unabhängigkeitsbemühungen der Chilenen. Nach der chilenischen Unabhängigkeit 1818 wurde das Gebiet Teil der Provinz Colchagua. 1868 wurde Tano an die Eisenbahn angeschlossen. In einem Dekret des damaligen chilenischen Präsidenten Jorge Montt vom 22. Dezember 1891 wurde Tano offiziell eine eigenständige Gemeinde. In den nächsten Jahren wurde das Dorf Teno stetig ausgebaut, unter anderem wurde der Plaza de Armas errichtet.

## Demografie und Geografie
Laut der Volkszählung aus dem Jahr 2017 leben in Teno 28.921 Einwohner, davon sind 14.764 männlich und 14.157 weiblich. 67 % leben in urbanem Gebiet, der Rest in ländlichem Gebiet. Neben der Gemeinde Teno gehören mehrere Ortschaften zur Kommune, etwa Commalle und El Plumero. Die Kommune hat eine Fläche von 618,4 km² und grenzt im Norden an Chimbarongo in der Región del Libertador General Bernardo O’Higgins, im Osten und Süden an Romeral, im Süden an Curicó und an Rauco und im Westen an Chépica in der Región del Libertador General Bernardo O’Higgins.
Der Río Teno fließt durch das Gebiet der Kommune.

## Wirtschaft und Politik
In Teno gibt es 649 angemeldete Unternehmen. In Teno wird viel Landwirtschaft betrieben, besonders groß ist der Obstanbau. Außerdem gibt es einen Parque AgroIndustrial.
Die aktuelle Bürgermeisterin von Teno ist Sandra Valenzuela Pérez von der rechtskonservativen UDI. Auf nationaler Ebene liegt Teno im 36. Wahlkreis, unter anderem zusammen mit Curicó, Molina und Licantén.

## Fotogalerie

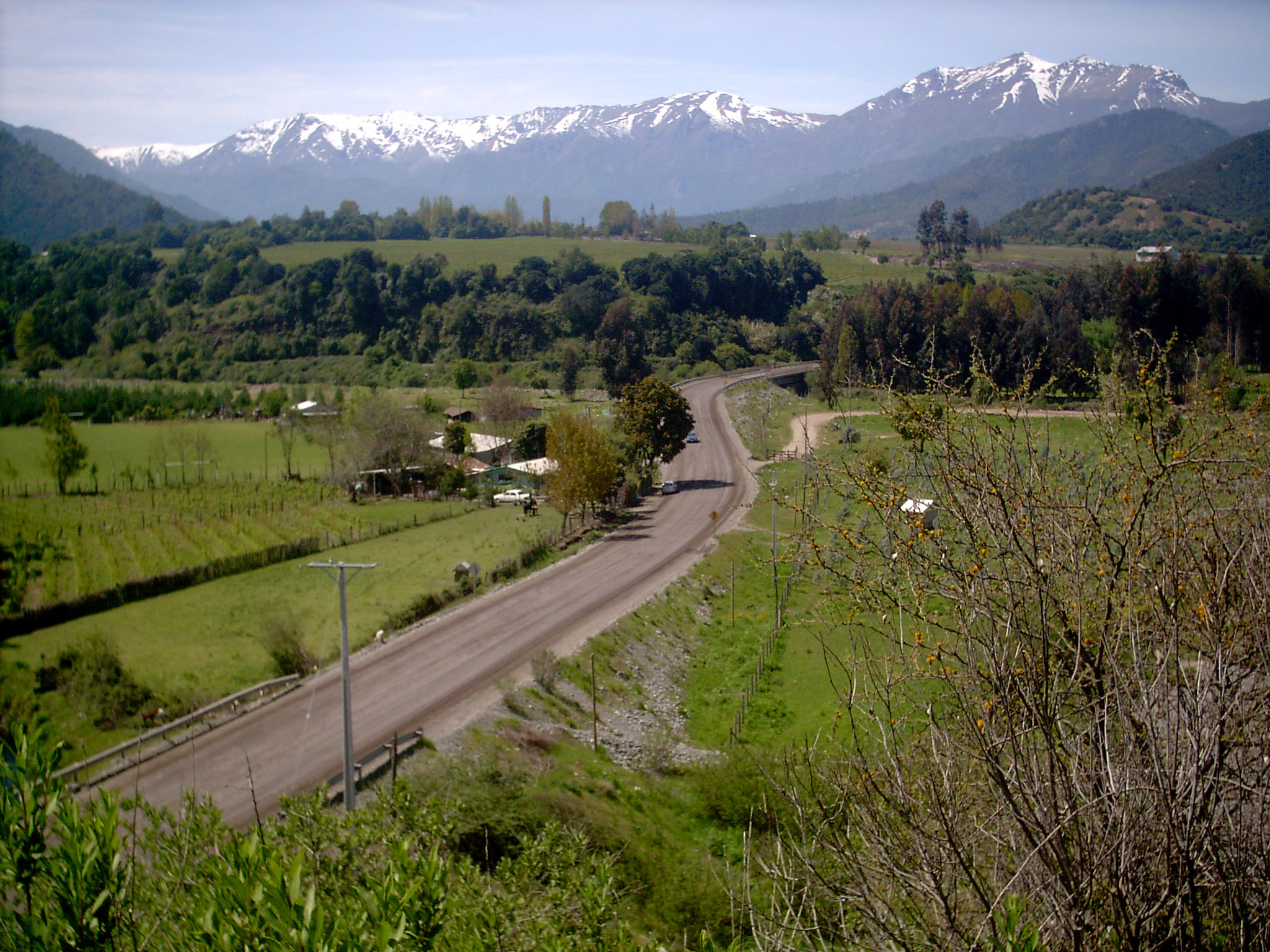
Landschaft bei Teno
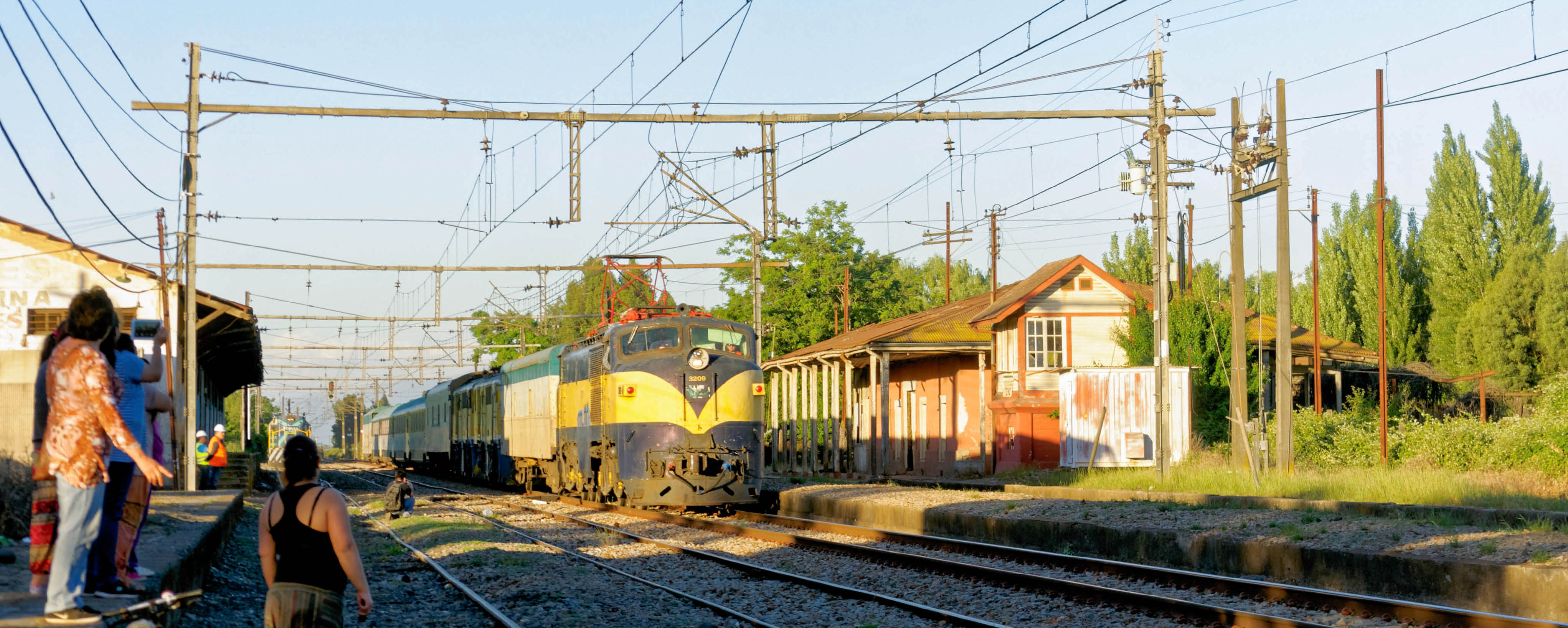
Bahnhof von Teno
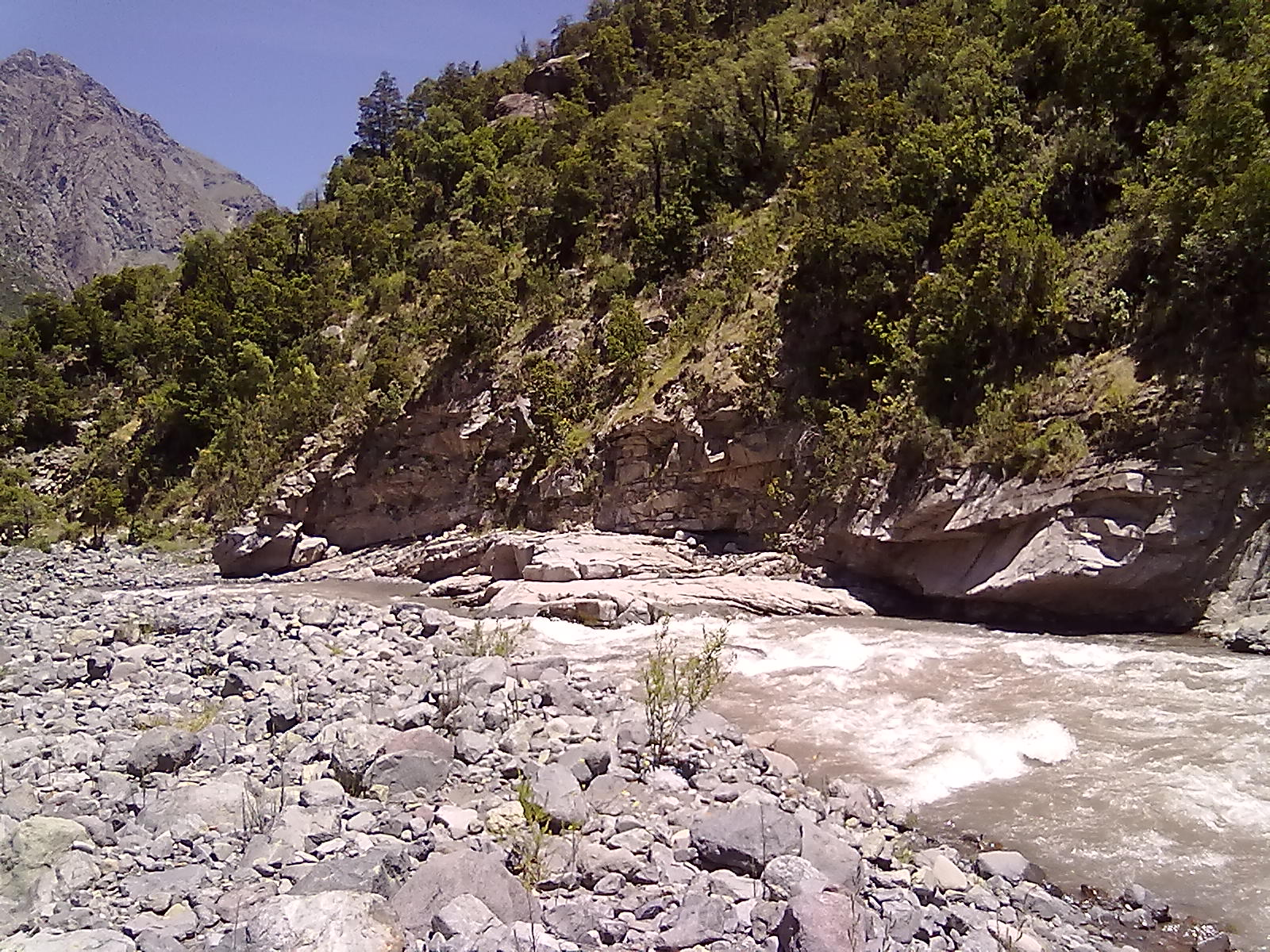
Der Río Teno